# أندي وارتون
أندي وارتون (بالإنجليزية: Andy Wharton)‏ (21 ديسمبر 1961 في المملكة المتحدة - أبريل 2025) هو لاعب كرة قدم بريطاني في مركز الدفاع. لعب مع نادي بيرنلي ونادي توركي يونايتد ونادي تشستر سيتي.